# Герб Усть-Каменогорска
Логотип Усть-Каменогорска — один из официальных символов города Усть-Каменогорска (Казахстан).

## История
В 1857 году был в ходе геральдической реформы Б. В. Кёне был создан, но не утверждён проект герба Усть-Каменогорска:
В серебряном поле червлёная с серебряными швами и 3 башнями, из которых средняя увенчана куполом и флагом, крепость. Окраина щита лазоревая. В вольной части герб Семипалатинской области. Щит увенчан серебряной короной и украшен золотыми знаменами с двуглавыми орлами, соединёнными Александровской лентой.
Ещё один неутверждённый проект герба Усть-Каменогорска: в верхней половине герб Томский в знак принадлежности к Томской губернии, а в нижней части верблюд.
В 1970 году разработан «символический знак» города: «Щит рассечён по вертикали на 2 части, правая половина синего цвета, левая — красного. На нем изображена ладья — символ первооткрывателей города и ковш с расплавленным металлом, отображающий металлургическую промышленность современного города (ладья и ковш белого цвета, искры — золотого)».
15-я сессия городского маслихата Усть-Каменогорска утвердила герб, флаг, гимн города 27 августа 2005 года. Согласно этому решению:
На вариантах графических рисунков для эмблемы, логотипа г. Усть-Каменогорска изображены стилизованные отроги Рудного Алтая, напоминающие высоко парящего сокола, символизирующего устремленность в безоблачное будущее.
Из устья каменных гор вырывается могучий Иртыш и, слившись с Ульбой, катит дальше свои воды по равнине, именно в этом месте был построен город Усть-Каменогорск, превратившися  в крупнейший центр Восточно-Казахстанской области – «Өскемен»,  «Усть-Каменогорск».
Эти названия города указаны, легким курсивом на казахском и русском языках,  у подножья гор, внизу рисунка –  омываемые реками.  Реки выполнены в виде соединившихся узоров, с элементами казахского орнамента, скрепляющего их в мощный поток, символизирующий дружбу народов многонационального города.
Рисунки выполнены в цветовых гаммах: белый - синий, темно синий – белый и серый – голубой  цвета
Название города на казахском добавили в 2010 году.
Решением маслихата № 47-13/VI от 22 августа 2019 года «Об отмене некоторых решений Усть-Каменогорского городского маслихата» прежние решения о гербе, флаге и гимне города были отменены.